# Zbiersk (gmina)
Zbiersk (od 1973 Stawiszyn) – dawna gmina wiejska istniejąca do 1954 roku w woj. łódzkim i poznańskim. Siedzibą władz gminy był Zbiersk.
W okresie międzywojennym gmina Zbiersk należała do powiatu kaliskiego w woj. łódzkim. Miasto Stawiszyn stanowiło enklawę na obszarze gminy. 1 kwietnia 1938 roku gminę wraz z całym powiatem kaliskim przeniesiono do woj. poznańskiego.
Po wojnie gmina zachowała przynależność administracyjną. Według stanu z dnia 1 lipca 1952 roku gmina składała się z 14 gromad: Długa Wieś I, Długa Wieś II, Długa Wieś III, Dzierzbin, Dzierzbin kol., Kiączyn, Petryki, Petryki folw., Przyranie, Werginki, Zamęty, Zbiersk, Zbiersk Cukrownia i Zbiersk Kolonia.
Jednostka została zniesiona 29 września 1954 roku wraz z reformą wprowadzającą gromady w miejsce gmin. Po reaktywowaniu gmin z dniem 1 stycznia 1973 roku gminy Zbiersk nie przywrócono, utworzono natomiast jej terytorialny odpowiednik, gminę Stawiszyn z siedzibą w Stawiszynie